# Paepalanthus distichophyllus
Paepalanthus distichophyllus är en gräsväxtart som beskrevs av Carl Friedrich Philipp von Martius. Paepalanthus distichophyllus ingår i släktet Paepalanthus och familjen Eriocaulaceae.

## Underarter
Arten delas in i följande underarter:
- P. d. distichophyllus
- P. d. gardneri